# Agrotis albipalpis
Agrotis albipalpis là một loài bướm đêm trong họ Noctuidae.